# Gusums kyrka

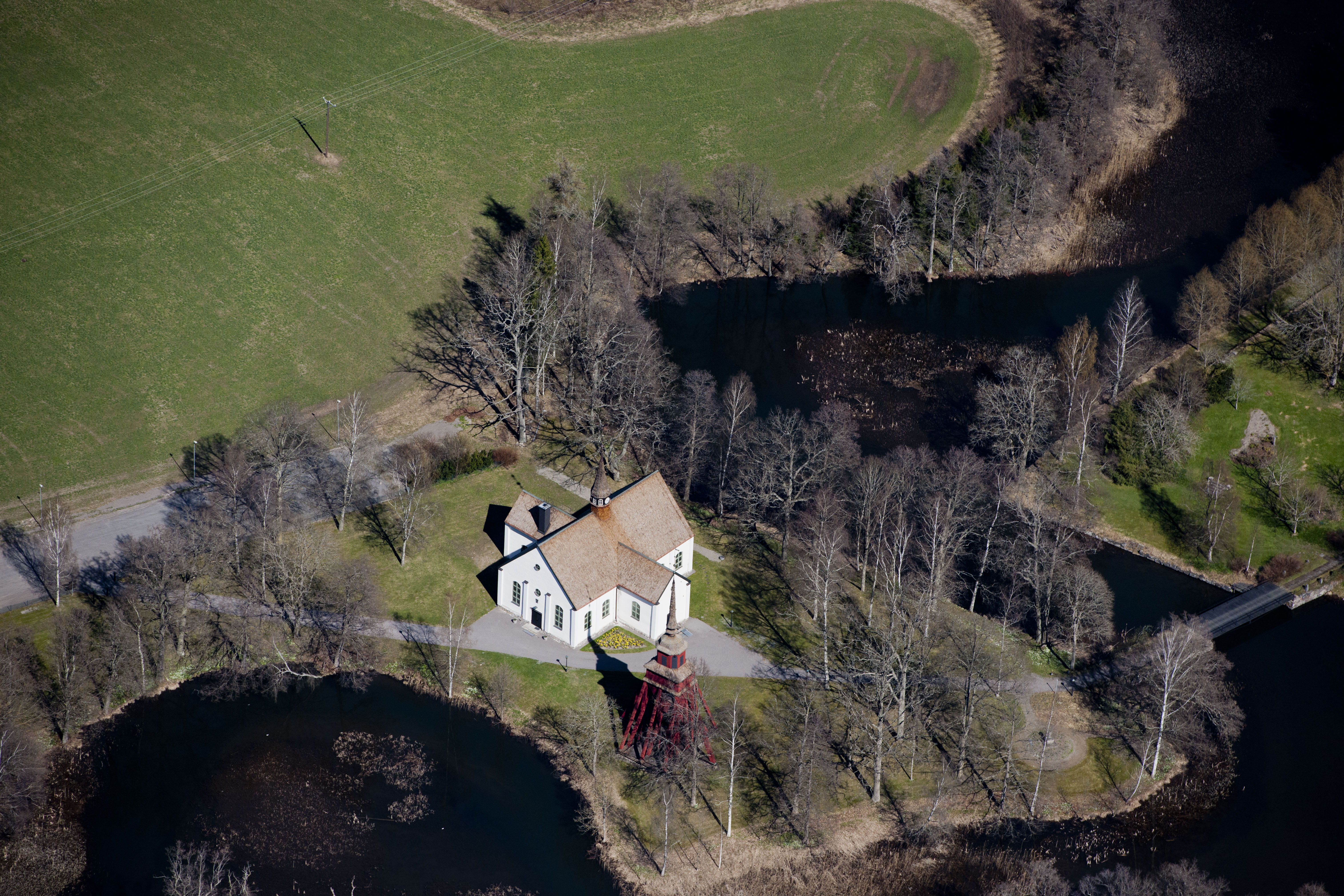
Kyrkan från luften 2011.

Gusums kyrka är en kyrkobyggnad i Ringarums församling, Linköpings stift och ligger i Valdemarsviks kommun.

## Kyrkobyggnaden

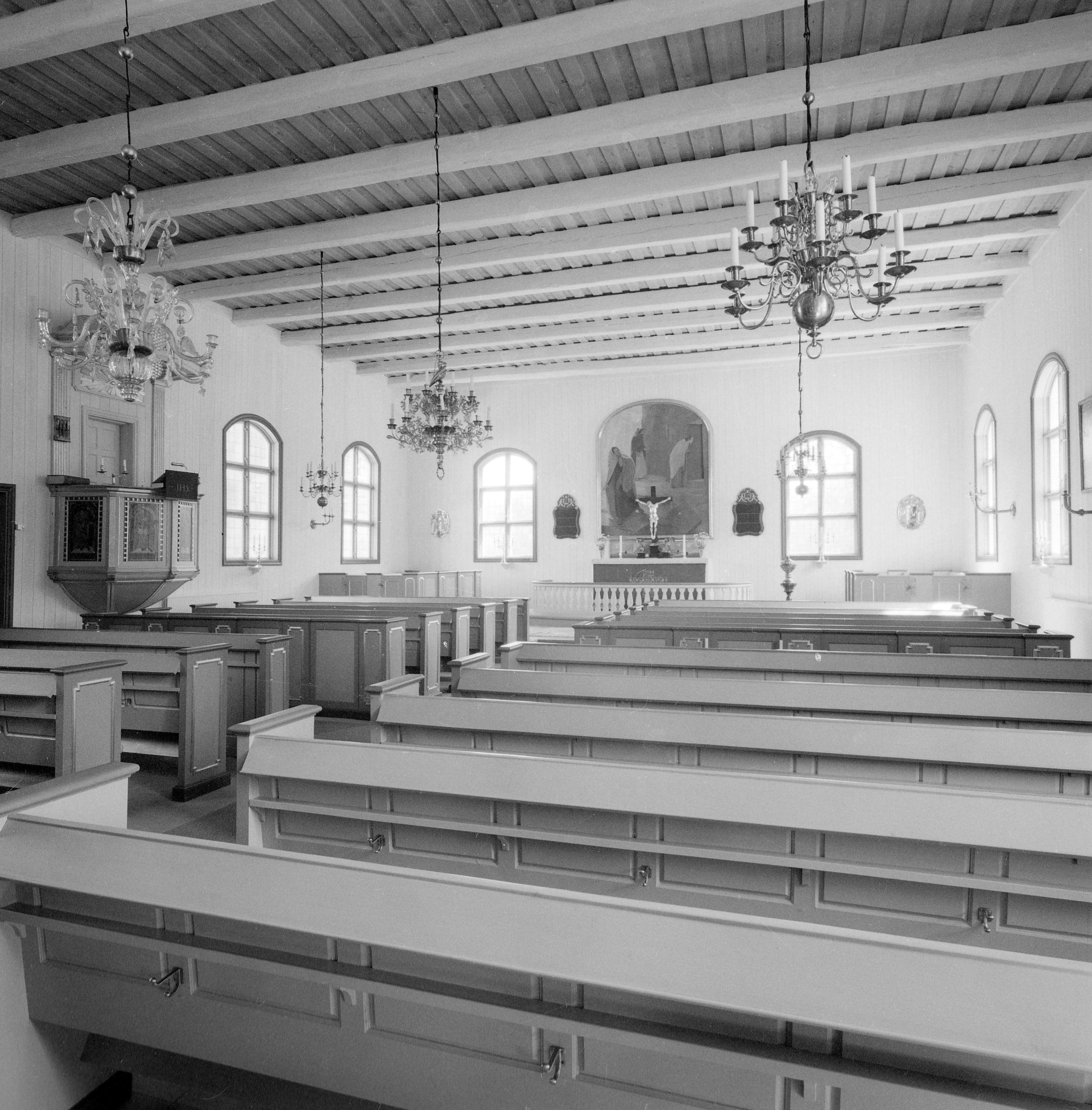
Kyrkans interiör 1976.

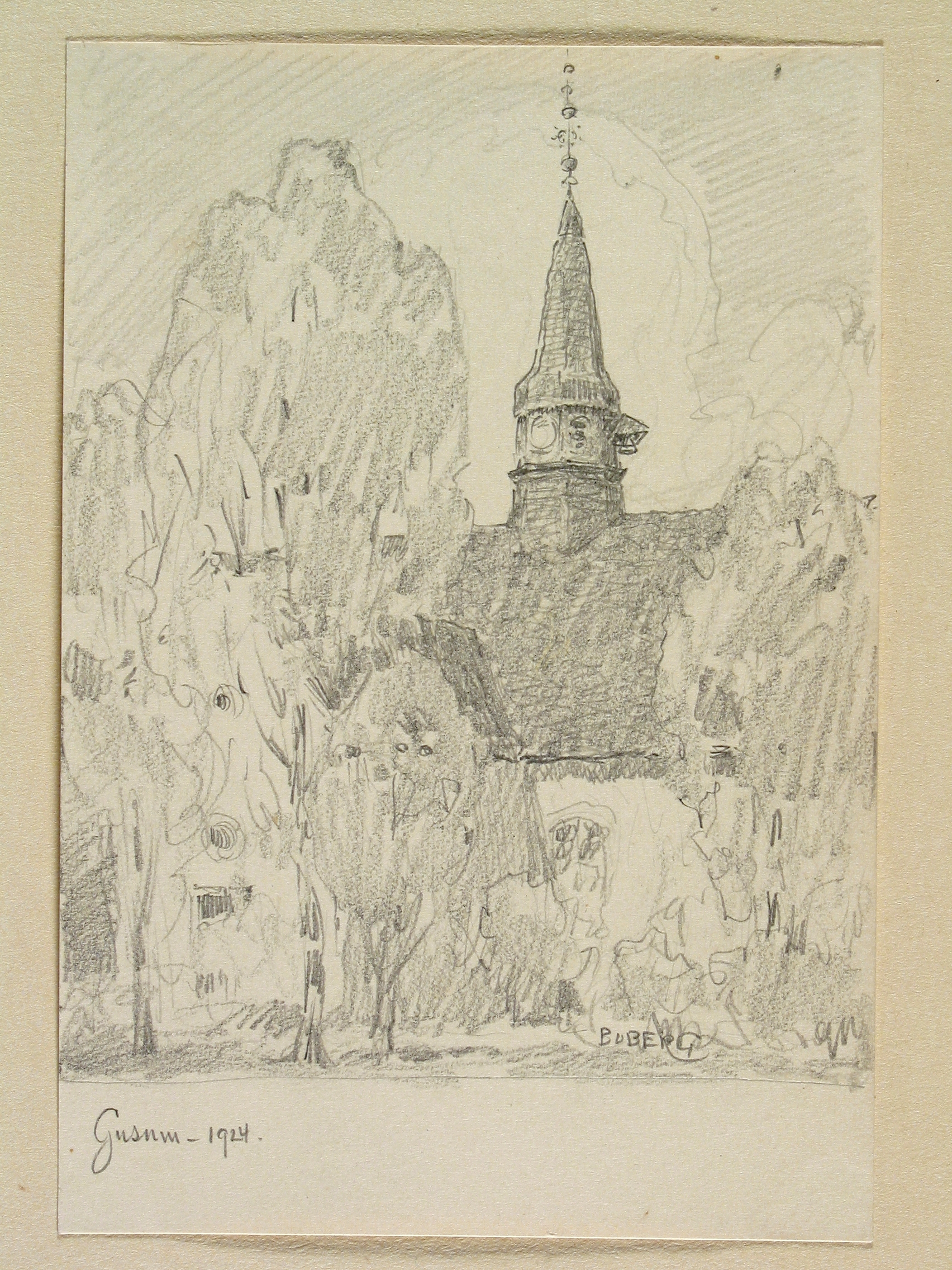
Teckning av kyrkan av arkitekt Ferdinand Boberg år 1924.

Gusums mässingsbruk anlades 1652 i Ringarums södra sockendel. Bruket fick till följd att denna del av socknen blev alltmer folkrik. Avståndet till moderkyrkan fick efter ett flertal turer till följd att ett litet timmerkapell uppfördes i närheten av bruket under 1600-talets slut. Diskussion om ny och mer rymlig kyrkobyggnad tog efterhand fart och 1730–1731 byggdes den nya kyrkan. Byggmästare var förmodligen Georg Millerus, som var anställd vid bruket, och murmästare var Petter Spångberg från Norrköping. Klockstapeln stod färdig först 1752 av byggmästare Jonas Österling. Kyrkan har en korsformad planform och består av ett långhus med vidbyggd sakristia i norr och ett vidbyggt vapenhus i söder. Åren 1762–1763 kläddes ytterväggarna med panel som målades några år senare. Ytterväggarna reveterades i början av 1800-talet.

## Inventarier
- Dopfunten är av mässing och står på en svarvad träfot. Funten är tillverkad av Gusums bruk under senare delen av 1600-talet.
- Predikstolen i renässansstil är från Stegeborgs slottskapell och skänkt till kyrkan 1731. Den är ett ovanligt prov på renässansstilens äldsta predikstolar.[2]
- Altartavlan är målad 1940 av Olle Hjortzberg och föreställer kvinnorna vid Kristi grav.
- De flesta ljuskronorna är av naturliga skäl tillverkade vid Gusums bruk, varav den åldrigaste kronan skänktes till kyrkan 1695.[2]

## Orglar
- Kyrkans första orgel med åtta stämmor flyttades 1768 till Gusum från Skärstads kyrka. Den var tillverkad i Köpenhamn och hade från början tre stämmor. Då den kommit till Skärstads kyrka reparerades där 1731 och utökades med tre stämmor av Lars Solberg (orgelbyggare). Senare såldes den till Ljungs kyrka.[3]

| Manual       |
| Gedackt 8'   |
| Principal 4’ |
| Oktava       |

- En ny orgel med tolv stämmor byggdes 1834 av Anders Jonsson, Ringarum.
- År 1914 tillkom en orgel med elva stämmor fördelade på två manualer och pedal byggd av Eskil Lundén, Göteborg.
- Den nuvarande mekaniska orgeln är byggd 1966 av Jacoby Orgelverkstad liksom fasaden.

| Huvudverk I     | Svällverk II   | Pedal       | Koppel |
| Rörflöjt 8’     | Trägedackt 8’  | Subbas 16’  | I/P    |
| Principal 4’    | Koppelflöjt 4’ | Gedackt 8’  | II/P   |
| Waldflöjt 2’    | Principal 2’   | Koralbas 4' | II/I   |
| Sesquialtera II | Oktava 1’      | Dulcian 16' |        |
| Mixtur III      | Musette 8'     |             |        |
|                 | Tremulant      |             |        |

## Bilder

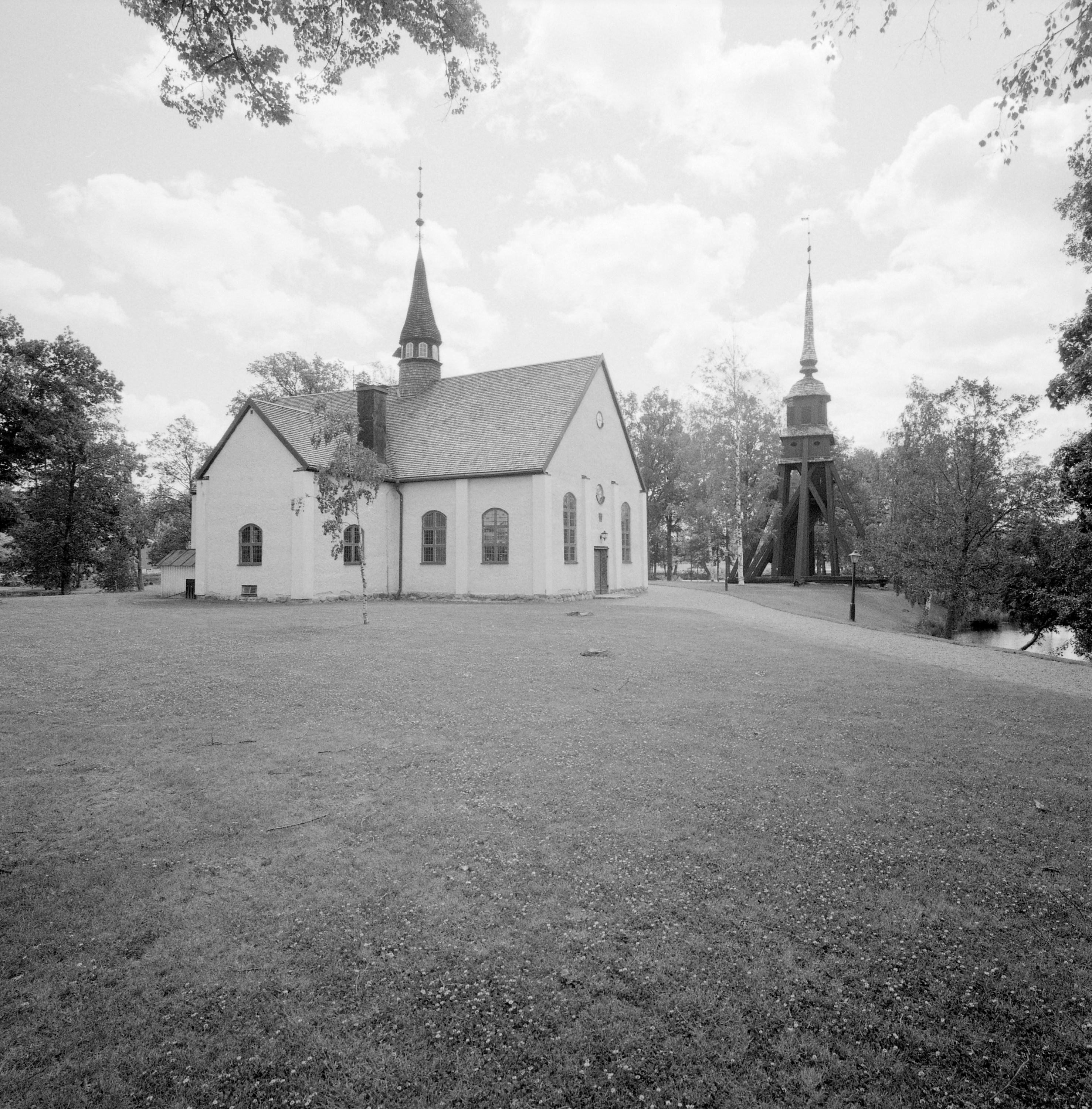
Kyrkan från sydväst 1976.
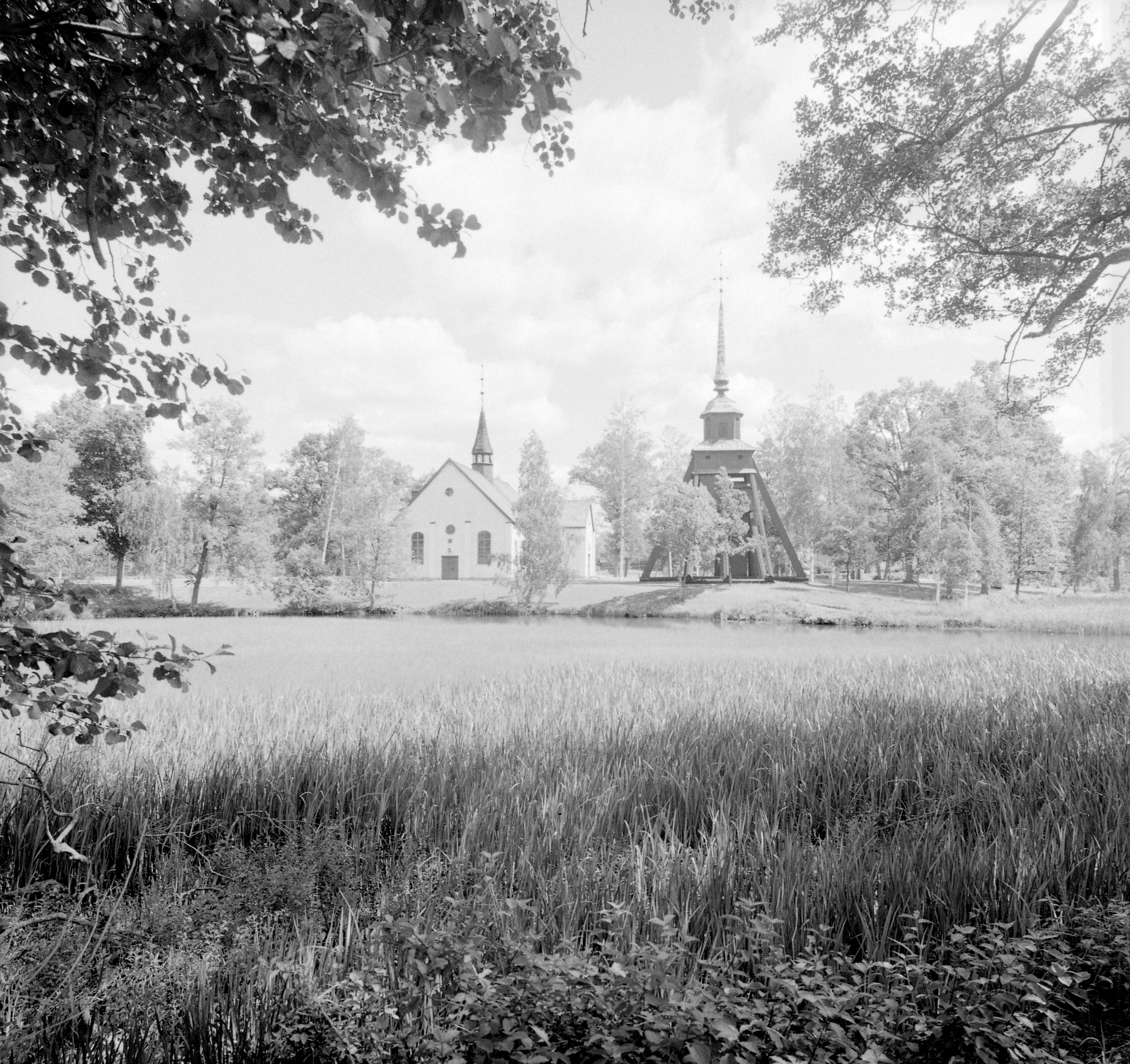
Kyrkan från väster 1976.
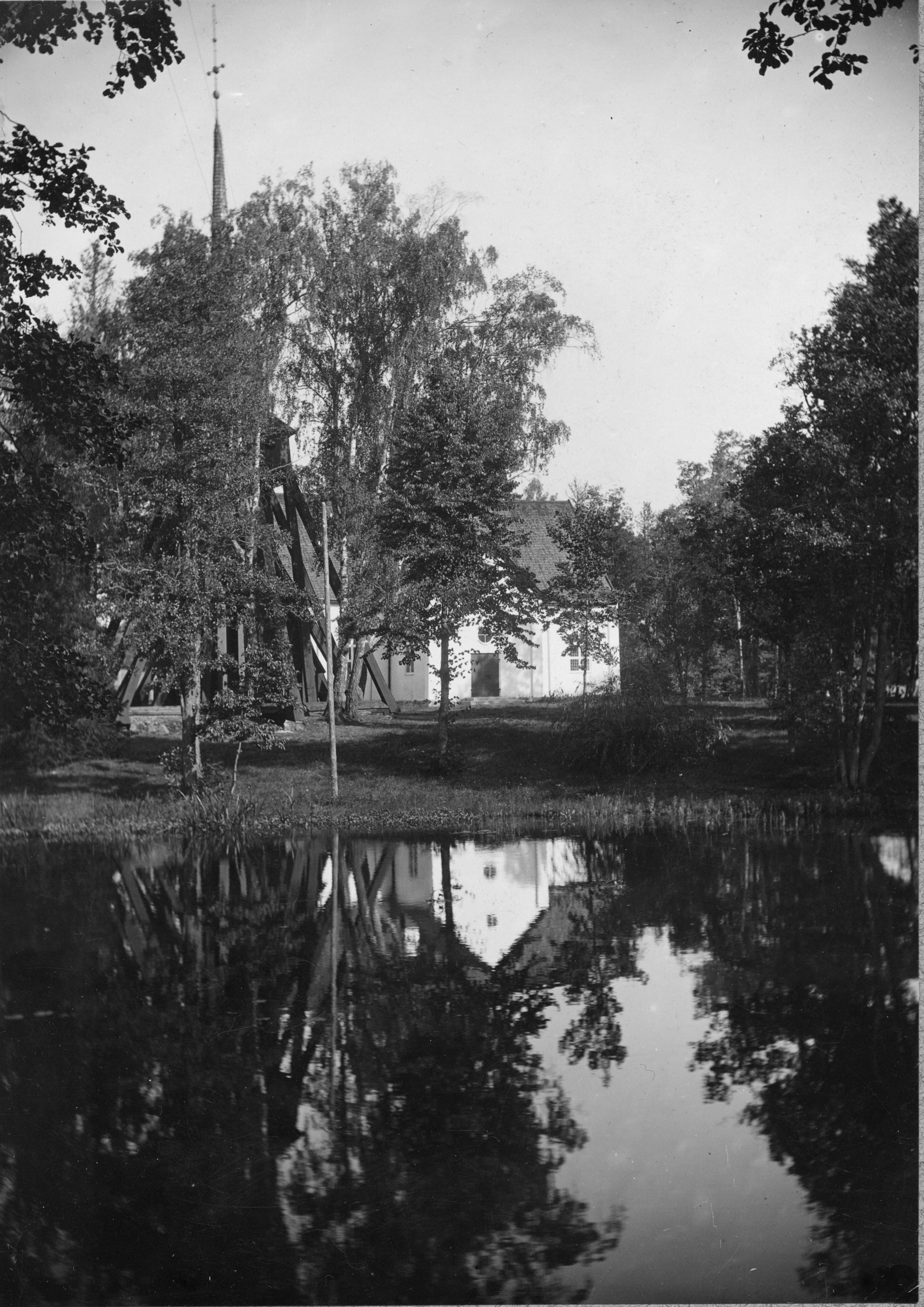
Kyrkan från Gusumsån 1937.